# Virgilio
Virgilio is een gemeente in de Italiaanse provincie Mantua (regio Lombardije) en telt 10.524 inwoners (31-12-2004). De oppervlakte bedraagt 31,3 km2, de bevolkingsdichtheid is 323 inwoners per km2.
De volgende frazioni maken deel uit van de gemeente: Cappelletta, Pietole.

## Demografie
Virgilio telt ongeveer 4150 huishoudens. Het aantal inwoners steeg in de periode 1991-2001 met 7,7% volgens cijfers uit de tienjaarlijkse volkstellingen van ISTAT.
| Jaar | Inwoneraantal |
| ---- | ------------- |
| 1991 | 9307          |
| 2001 | 10.023        |

## Geografie
Virgilio grenst aan de volgende gemeenten: Bagnolo San Vito, Borgoforte, Curtatone, Mantua.

## Geboren
- Luigi Tasselli (1901-1971), wielrenner
- Fabio Battesini (1912-1987), wielrenner

Acquanegra sul Chiese · Asola · Bagnolo San Vito · Bigarello · Borgoforte · Borgofranco sul Po · Bozzolo · Canneto sull'Oglio · Carbonara di Po · Casalmoro · Casaloldo · Casalromano · Castel Goffredo · Castel d'Ario · Castelbelforte · Castellucchio · Castiglione delle Stiviere · Cavriana · Ceresara · Commessaggio · Curtatone · Dosolo · Felonica · Gazoldo degli Ippoliti · Gazzuolo · Goito · Gonzaga · Guidizzolo · Magnacavallo · Mantua · Marcaria · Mariana Mantovana · Marmirolo · Medole · Moglia · Monzambano · Motteggiana · Ostiglia · Pegognaga · Pieve di Coriano · Piubega · Poggio Rusco · Pomponesco · Ponti sul Mincio · Porto Mantovano · Quingentole · Quistello · Redondesco · Revere · Rivarolo Mantovano · Rodigo · Roncoferraro · Roverbella · Sabbioneta · San Benedetto Po · San Giacomo delle Segnate · San Giorgio di Mantova · San Giovanni del Dosso · San Martino dall'Argine · Schivenoglia · Sermide · Serravalle a Po · Solferino · Sustinente · Suzzara · Viadana · Villa Poma · Villimpenta · Virgilio · Volta Mantovana